# Silja Suija
Silja Suija (* 15. Juni 1974 in Tartu) ist eine ehemalige estnische Skilangläuferin.

## Werdegang
Suija nahm in der Saison 1993/94 in Kawgolowo erstmals am Weltcup teil, wobei sie den 66. Platz über 10 km klassisch errang und kam bei den Nordischen Junioren-Skiweltmeisterschaften 1994 in Breitenwang auf den 38. Platz über 5 km klassisch sowie auf den 33. Rang über 15 km Freistil. Beim Saisonhöhepunkt, den Olympischen Winterspielen 1994 in Lillehammer, belegte sie den 49. Platz über 15 km Freistil, den 46. Rang in der Verfolgung und den 39. Platz über 5 km klassisch. Zudem wurde sie dort zusammen mit Kristina Šmigun, Cristel Vahtra und Piret Niglas Zwölfte in der Staffel. Im Februar 2004 wurde sie estnische Meisterin über 10 km klassisch und holte dort im folgenden Jahr mit dem 25. Platz über diese Distanz ihre einzigen Weltcuppunkte. Bei den nordischen Skiweltmeisterschaften 2005 in Oberstdorf lief sie auf den 38. Platz im Sprint, auf den 34. Rang im 30-km-Massenstartrennen sowie auf den 13. Platz mit der Staffel und bei den Olympischen Winterspielen 2006 in Turin auf den 49. Platz über 10 km klassisch sowie auf den 17. Rang mit der Staffel. Ihr letztes Weltcuprennen absolvierte sie im Februar 2008 in Otepää, welches sie auf dem 52. Platz über 10 km klassisch beendete.

## Erfolge

### Olympische Spiele
- 1994 Lillehammer: 39. Platz 5 km klassisch, 46. Platz 15 km Verfolgung, 49. Platz 15 km Freistil
- 2006 Turin: 17. Platz Staffel, 49. Platz 10 km klassisch

### Nordische Skiweltmeisterschaften
- 2005 Oberstdorf: 13. Platz Staffel, 34. Platz 30 km klassisch Massenstart, 38. Platz Sprint klassisch, 56. Platz 10 km Freistil